# Universitat de Toronto
La Universitat de Toronto (en anglès: University of Toronto, abreujat «U of T»), a Toronto, Ontario, és la major universitat del Canadà.
U de T atreu estudiants de tot Canadà i el nord de Nova York, així com un nombre significatiu d'estudiants d'altres països. En les seves instal·lacions s'han graduat quatre Primers ministres del Canadà, dos governadors generals, i nombrosos líders de negocis i acadèmics de reconegut prestigi internacional. Compta amb el major nombre de guanyadors del Premi Nobel d'entre les universitats canadenques. En el Rànquing de Xangai de 2021 estava classificada com la 22a del mon, i primera del Canadà.

## Història

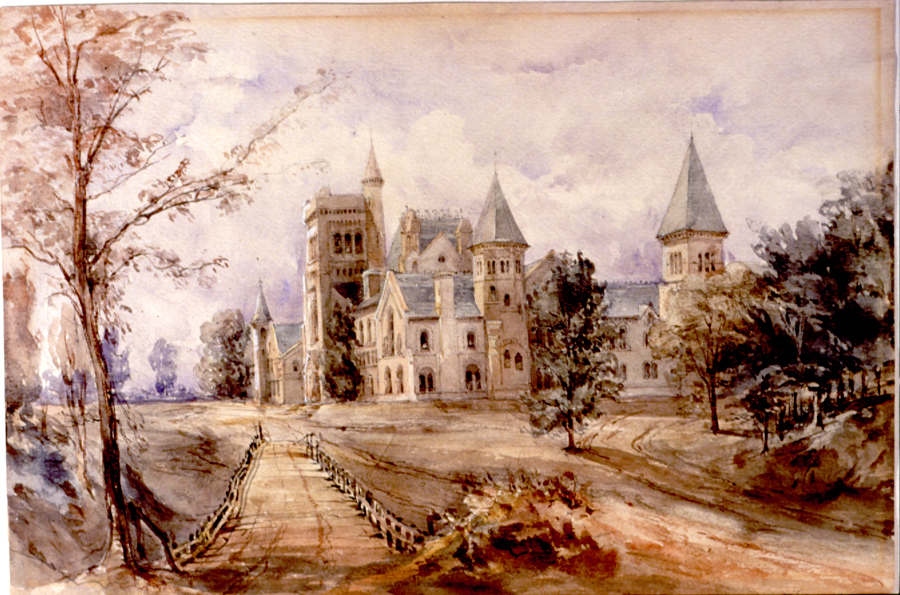
El University College gòtic, inicialment fundat en 1853 com "the Provincial College" i el seu emplaçament històric nacional.

El centre d'estudiants de la universitat, Hart House, és un exemple dels molts edificis antics.

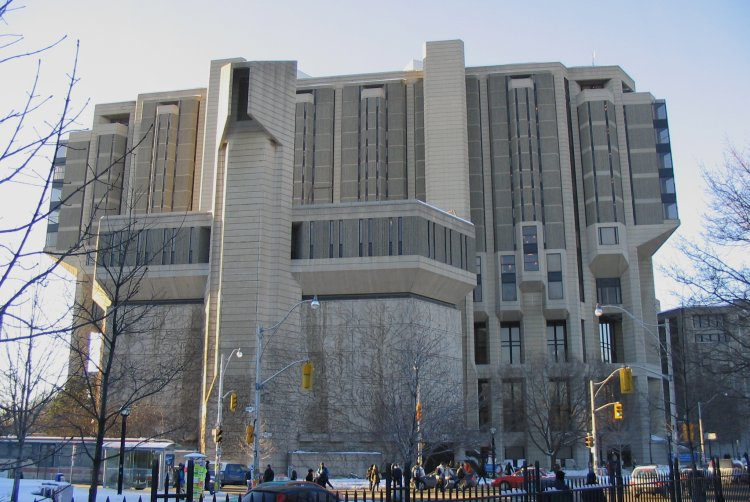
La Biblioteca Robarts, que es va completar 1973, forma part del tercer major sistema de biblioteques d'Amèrica del Nord.

La Universitat es va fundar el 15 de març de 1827, quan es va concedir la "Cèdula Real" al King's College. La institució va ser fundada per John Strachan, bisbe de l'Església d'Anglaterra a Toronto i l'escola va ser fortament anglicana, que era la religió establerta en l'alt Canadà en aquella època. No obstant això, la majoria de la població no era anglicana, i quan, en 1848, es va concedir a la colònia un govern responsable, el col·legi es va transformar en una institució no confessional, que en 1849 va ser redenominat Universitat de Toronto. El vell edifici del King's College, situat en l'emplaçament actual de l'Assemblea Legislativa d'Ontario, va ser clausurat i el nou University College es va obrir el 1853 com "The Provincial College," i va ser finalitzat en 1858.
En 1853, es va fundar l'University College com una institució d'ensenyament no confessional dins de la universitat. Altres diverses universitats i col·legis de filiació religiosa de l'àrea de Toronto van voler adherir-se a la Universitat de Toronto, quedant federats amb ella. Aquestes escoles federades són la catòlica romana University of St Michael's College, la metodista Victoria University in the University of Toronto, i l'anglicana University of Trinity College.
Al llarg de la següent dècada l'escola va créixer tant en les seves edificacions, com per la federació d'universitats més petites. L'àrea al voltant d'Ontario tenia una xarxa de més petites escoles confessionals, que tenien dificultats per competir. Per això, i sovint no sense rebuig, van decidir afiliar-se a la Universitat de Toronto. La federació suposava que les escoles mantenien la seva autonomia, però els seus estudiants tenien complet accés a les instal·lacions de la Universitat de Toronto. La metodista Universitat Victoria, es va unir en 1892, l'anglicà Trinity College ho va fer en 1904, i el catòlic St Michael's College, el 1910. Aquests col·legis federats mantenien gran part de la seva independència.
Després dels turbulents anys de la Gran Depressió i de les Guerres Mundials, en les quals van participar molts estudiants de l'U de T, l'escola va començar a créixer espectacularment en els anys 50 i 60, a causa de l'explosió demogràfica i el continuat increment de la taxa d'assistència a la universitat. Durant aquest període es van establir cinc nous col·legis: New College, Innis College i Woodsworth College, tots el camps de St George, mentre que 30 km a l'oest, el Erindale College es va fundar a  Mississauga i la Universitat de Toronto a Scarborough es va fundar a 30 km a l'est en aquest suburbi.
 
Els anys 80 i 90 van viure un canvi dramàtic en l'educació al Canadà com anys de retallades del pressupost governamental que van forçar les universitats a dirigir-se de forma creixent al sector privat a la recerca de donacions i patrocinis. La Universitat de Toronto, situada al cor de la capital financera del Canadà, i com tradicional educadora de l'elit comercial de la ciutat, va ser amb molt la que va obtenir més èxit en la captació de fons, aconseguint ràpidament una dotació que actualment s'apropa als dos mil milions de dòlars. Els anys 90 i l'inici del segle XXI també han vist l'expansió dels tres campus.

## Dades acadèmiques
L'U de T té 75 programes de doctorat, i 14 facultats professionals. Atrau molts professors convidats de tot el món i va ser catalogada per The Scientist com el millor lloc de treball acadèmic fora dels Estats Units. Research InfoSource també classifica a l'U de T com una de les més importants universitats d'investigació al Canadà . En les dues últimes dècades, els membres de la facultat han rebut gairebé una quarta part de tots els premis nacionals tot i que només representen el set per cent del total de professors d'universitat al Canadà  Arxivat 2006-08-11 a Wayback Machine..
Les grans dimensions de la universitat permet una gran varietat de cursos. Es poden rebre instruccions tan variades com de sànscrit intermedi, genòmica computacional, literatura estona des de 1700. Hi ha alguns programes que la universitat no ofereix. Una de les més importants absències és la de periodisme al campus de St George, en part per la proximitat de la Ryerson University que té una important escola de periodisme. La mida de la universitat també significa que algunes de les seves classes són enormes. Els cursos d'introducció general a psicologia, sociologia i altres temes s'imparteixen el Convocation Hall amb més de mil estudiants per a cada curs.
 
D'acord amb la classificació acadèmica d'universitats compilada per l'Institut d'Educació Superior de la Universitat de Xangai Jiao Tong, la Universitat de Toronto ocupa el 24 lloc en els anys 2004 i 2005.  Arxivat 2005-12-04 a Wayback Machine.. Durant dotze anys, l'U de T s'ha classificat com la primera universitat de recerca mèdica de doctorat al Canadà pel Maclean s Magazine. S'ha classificat en el lloc 24 del món pel que fa a millor ciència i en el 20 en biomedicina. També es va classificar en el lloc 29 mundial, i segon al Canadà, pel Suplement de 2005 de Times Higher Educational de Classificació Mundial d'Universitats  Arxivat 2007-05-04 a Wayback Machine..
Entre altres realitzacions, van ser investigadors afilats van desenvolupar el primer marcapassos cardíac, la laringe artificial, el trasplantament d'un pulmó, el trasplantament de nervis, el pàncrees artificial, el làser químic, els que van construir el primer microscopi de transmissió d'electrons pràctic, i els que van extreure insulina.
El sistema de biblioteques de la universitat, amb base al pis 14 de la Robarts Library, és el més gran del Canadà. Els 15 milions de volums la situen en el quart lloc entre les biblioteques d'universitats americanes després de Harvard,  Yale, i  UC Berkeley. 
La dotació de la universitat supera els 1,5 mil milions de dòlars, amb molt la més gran de totes les universitats canadenques. Té un pressupost de funcionament d'1,1 mil milions de dòlars, amb 517 milions per a investigació i per a suport de contractació. La universitat té prop de 100 empreses filials amb una plantilla que supera les 3.000 persones i amb uns ingressos de 821 milions. La mateixa universitat és el 15 major ocupador en l'àrea del Gran Toronto. 
L'U de T atrau molts estudiants d'Ontario i la resta del Canadà, i també té un nombre significatiu d'estudiants internacionals (6.000 estudiants internacionals que suposen el 9% del total dels seus estudiants). . La seva selectivitat d'estudiants és normalment alta però consistent amb l'esperit d'una institució pública. La competència és molt intensa per entrar als seus programes de medicina, dret, enginyeria, negocis, odontologia i arquitectura.

## Vida estudiantil

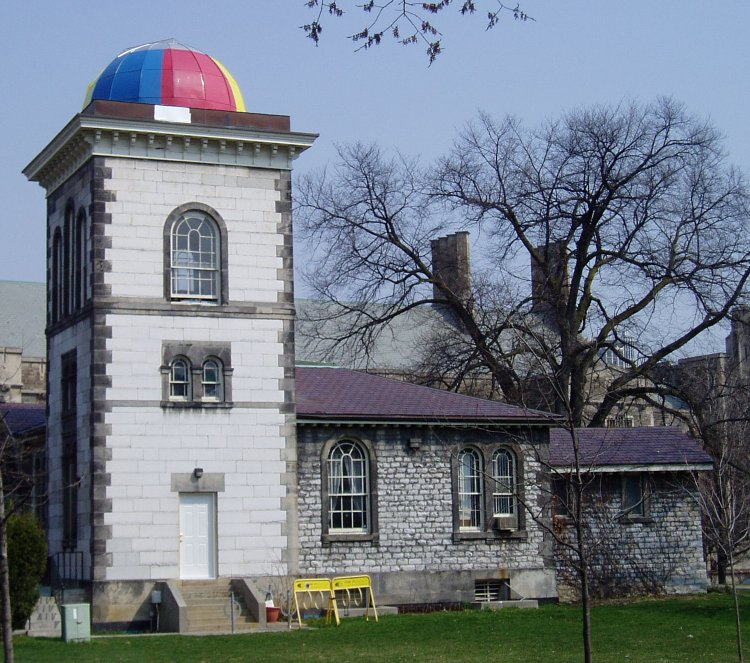
L'antic Observatori Louis B. Stewart és la seu del Consell Administratiu d'Estudiants de la Universitat de Toronto.

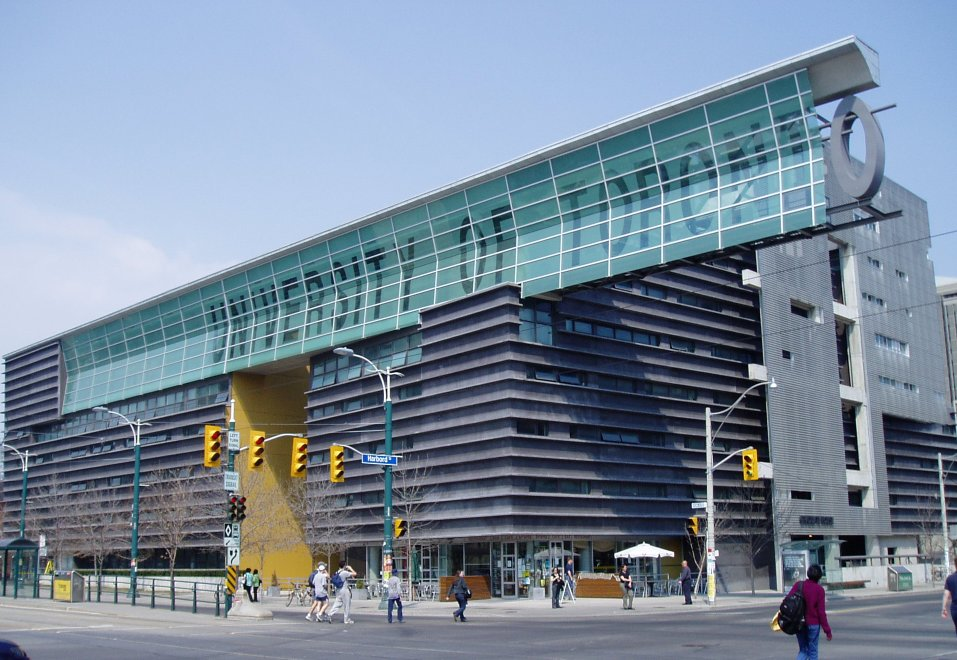
La “Graduate House” de la Universidad de Toronto, obra del ganador del Premio Pritzker Thom Mayne, refleja el estilo postmoderno de muchas de las más nuevas estructuras.

Tot i la prevalença d'una àmplia varietat de grups d'interès d'estudiants i d'organitzacions relacionades (els seus 340 clubs i organitzacions d'estudiants  són probablement més que els de qualsevol altra universitat canadenca), L'U de T pateix de la mateixa atmosfera impersonal d'altres grans universitats i puntua baix en els informes sobre felicitat dels estudiants. La majoria dels estudiants viuen fora del campus, i per a molts d'ells l'experiència amb l'U de T es limita únicament a assistir a les classes. Això ha produït una manca general d'esperit escolar i la desconnexió de molts dels seus estudiants dels sentiments cap a la universitat o altres estudiants. La reglamentació dels estudiants està encapçalada pel Consell Administratiu d'Estudiants, i les votacions per al Consell normalment presenten uns percentatges de participació de menys del 10%.
La universitat està representada en els tornejos esportius interuniversitaris del Canadà pels Toronto Varsity Blues. Actualment, no tenen una participació especialment afortunada, però té una llarga història, tal com la de ser els primers guanyadors de la Grey Cup. Hi ha sis esports principals practicats a la universitat: hoquei, futbol americà, bàsquet, pista i camp, futbol (soccer), i natació. També hi ha altres esports diversos als quals es dota a través de donacions i quotes que satisfan els que els practiquen.
L'escola té dos diaris principals:  The Varsity i The Newspaper. Cada col·legi, facultat, i molts altres grups també publiquen diaris. També es disposa d'una emissora de ràdio.

### Activisme estudiantil
La Universitat ha estat testimoni de molt activisme en el transcurs dels anys. En 1895, estudiants del Col·legi Universitari, suposadament liderats per William Lió Mackenzie King boicotejar les classes durant una setmana com a conseqüència que l'editor del periòdic dels estudiants Varsity fos suspès per articles contra l'administració. Tot i que tradicionalment s'ha sustentat que King va ser qui va liderar la vaga, investigacions recents han suggerit que la seva involucració en el tema ha estat sobredimensionada.
Els anys 60 van veure la creació del Rochdale College, una gran residència en què van viure molts estudiants i personal, tot i no estar connectat "oficialment" amb la universitat. Rochdale es va fundar com una alternativa al que havien estat considerades com unes estructures tradicionals, autoritàries i paternalistes, dins de les universitats.

### Grups d'estudiants
U de T té nombrosos grups d'estudiants prominents. Un dels més importants és l'Hart House Debating Club, seu d'un dels equips de debat millor classificats del món i campions en el campionat mundial universitari de debats del 2006.

## Campus

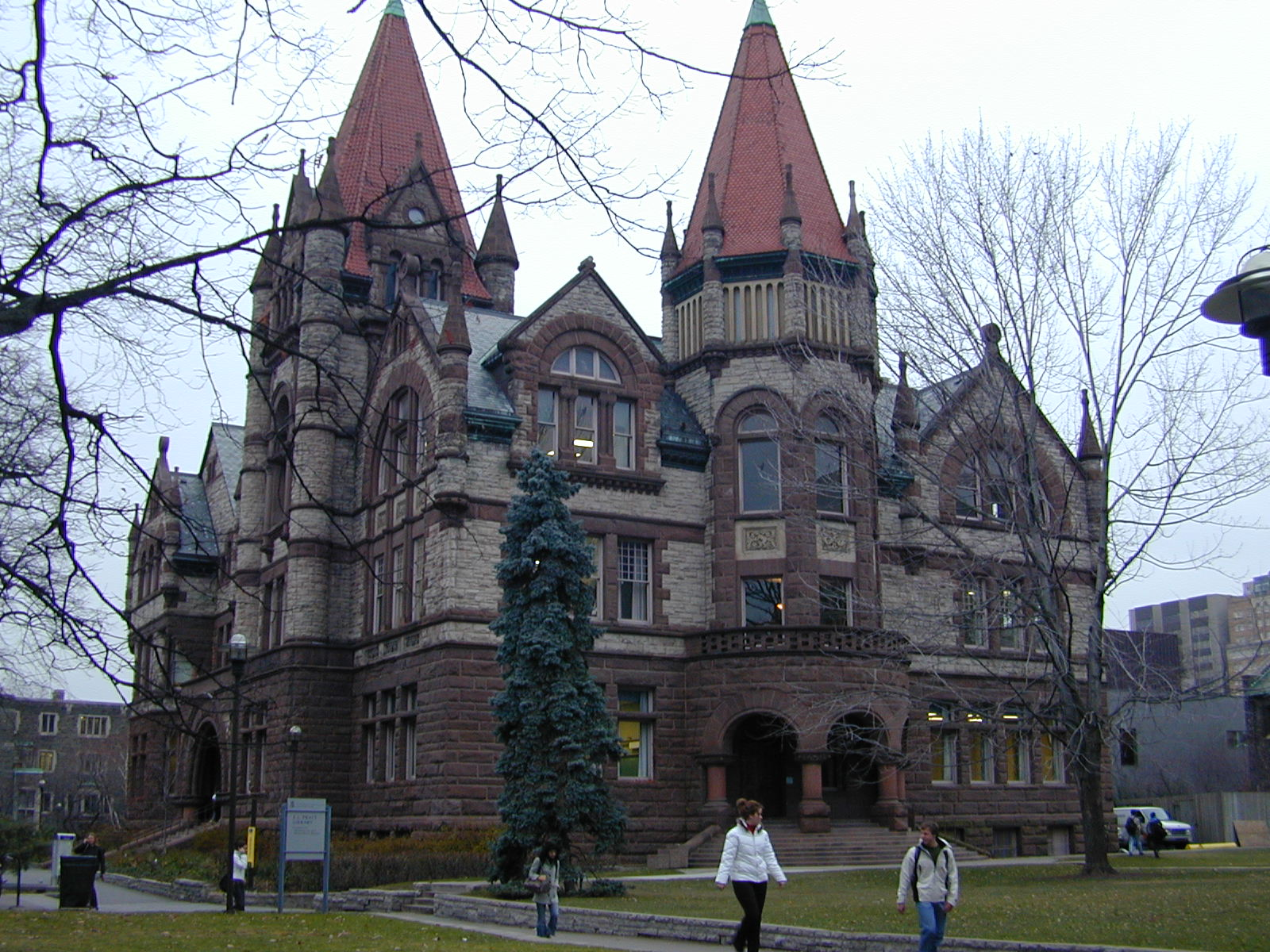
Old Vic, El principal edifici del Victoria College.

La Universitat disposa de tres campus, en tots els quals s'estan realitzant construccions massives, amb 40 instal·lacions recentment finalitzades, actualitzades o en construcció. Aquests importants projectes d'expansió estan dissenyats per augmentar l'espai d'estudis així com per atreure els talents més qualificats. Les necessitats d'espai per a l'estudi estan en gran part relacionades amb la cancel·lació del Grau 13 de l'Ontario Academic Credit, i els increments previstos de matriculació.

### St George
El centre de la ciutat, o campus St George, inclou quatre col·legis de nivells intermedis i tres col·legis de les seves tres universitats federades (les universitats federades es van incorporar a la universitat, les escoles intermedis van ser creats dins de la universitat).
El campus també acull diversos col·legis tecnològics associats amb l'Escola de Tecnologia de Toronto, així com les Facultats de Ciència Aplicada i Enginyeria i la d'Arts i Ciències.
 
El campus del centre de la ciutat té una història arquitectònica molt rica, que la fa atractiva per als visitants de la ciutat, així com a emplaçament habitual per a la filmació de pel·lícules. Està limitat per la Spadina Avenue a l'oest, Bloor Street al nord, Bay Street a l'est i College Street al sud. El campus està ben comunicat per estacions del metro. Al centre de la universitat es troba Queen Park, la seu del parlament d'Ontario. El Museu Reial d'Ontario i el Conservatori Reial de Música de Toronto també estan ubicats dins de l'àrea universitària.

### Mississauga
A trenta quilòmetres a l'oest del campus de St George es troba la Universitat de Toronto a Mississauga (UTM; anteriorment 'Erindale College') en el suburbi de  Mississauga. A les ribes del Riu Credit, les 90 ha del campus de la UTM són decididament moderns. Està al costat de Mississauga Road entreDundas Street i Burnhamthorpe Road en l'àrea de Erindale. Un autobús llançadora connecta els campus de la UTM i St George. UTM està actualment sent objecte de moltes edificacions, i aviat albergarà una nova instal·lació d'atletisme, incloent una moderníssima piscina. Dins de les obres de la UTM es troba la formació d'una nova biblioteca anomenada Hazel McCallion Academic Learning Centre, que té prevista la seva inauguració per a juny de 2006. També s'ha decidit (2006) que la UTM disposi d'una nova Acadèmia de Medicina, amb una estreta vinculació amb el Trillium Health Centre and the Credit Valley Hospital. En l'estiu de 2007, la UTM inaugurarà un nou edifici de residència. La UTM alberga també la pretemporada dels Toronto Argonauts.

### Scarborough
A l'altre extrem de l'àrea del Gran Toronto, hi ha la Universitat de Toronto a Scarabough (UTSC; anteriormentScarborough College), aproximadament a 30 quilòmetres a l'est del campus del centre de la ciutat. Els seus 300 acres (1,2 km²) són a Highland Creek a la zona de  Scarborough de l'est de Toronto, tocant a la Military Trail i prop de l'Autovia 401 i Morningside Avenue. El campus de Scarborough acull la majoria dels programes de cooperació de la U de T, molt especialment els d'administració i ciències de la computació. També està duent a terme un gran projecte de construcció, afegint una nova biblioteca, residència, centre d'estudis i edificis d'administració i d'arts. En el proper futur, també se li afegirà una nova ala per a ciències.

## El sistema dels Col·legis

El complex de Brennan Hall al Col·legi Universitari de St Michael.

Cada estudiant d'arts i ciències del campus de St George és membre d'un dels col·legis de les set arts i ciències que actuen, idealment, com una comunitat social a petita escala per als seus membres. A la pràctica, són principalment de naturalesa residencial i administrativa. La universitat administra gairebé tots els cursos, i els cursos que es poden realitzar són independents del mateix col·legi. Encara que el sistema de col·legis de l'O de T en principi estava basat en el de la Universitat d'Oxford, les escoles de l'U de T no són tan autònoms, ni es fan responsables de la instrucció dels seus estudis. Tanmateix, totes les escoles ofereixen seminaris de primer any i programes acadèmics.
Els col·legis presenten diferències en el seu caràcter i en els seus recursos. Trinity i Innis són dos molt petits i, per tant, més selectius. St Michael continua sent fortament catòlic, i, en menor grau, Trinity és totalment anglicà. El Victoria College és el més ric dels col·legis federats, i en conseqüència té més estudiants i disposa de millors instal·lacions. Cada col·legi acull determinats departaments acadèmics, el que també determina l'elecció dels estudiants. Trinity acull el Munk Centre for International Studies, l'University College acull el Trudeau Centre for Peace and Conflict Studies i el Centre for Sexual Diversity, mentre que el Pontifical Institute of Mediaeval Studies està associat amb el de St Michael.
A més dels col·legis d'arts i ciències, hi ha també quatre escoles de teologia i un col·legi de graduats afiliat a la universitat. Els col·legis de teologia formen part de la Toronto School of Theology.

## Llista de Col·legis
| Nom                   | Fundat en | Federat | Integrant/Federat                   | Tipus                    | Afiliació religiosa               | Lloc web                                       |
| --------------------- | --------- | ------- | ----------------------------------- | ------------------------ | --------------------------------- | ---------------------------------------------- |
| Emmanuel College      | 1928      |         | Integrant de la Victoria University | Teologia                 | Església Unida del Canadà         | Lloc web Arxivat 2007-02-05 a Wayback Machine. |
| Innis College         | 1964      |         | Integrat                            | Arts i ciències          | No confessional                   | Lloc web Arxivat 2014-07-09 a Wayback Machine. |
| Knox College          | 1858      |         | Integrat                            | Teologia                 | Església Presbiteriana del Canadà | Lloc web Arxivat 2010-09-21 a Wayback Machine. |
| Massey College        | 1963      |         | Integrat                            | Graduat                  | No confessional                   | Lloc web Arxivat 2014-07-14 a Wayback Machine. |
| New College           | 1962      |         | Integrat                            | Arts i ciències          | No confessional                   | Lloc web                                       |
| Regis College         | 1930      |         | Integrat                            | Teologia                 | Jesuïtes                          | Lloc web                                       |
| St. Michael's College | 1852      | 1910    | Federat                             | Arts i ciències/teologia | Catòlica Romana                   | Lloc web Arxivat 2014-07-08 a Wayback Machine. |
| Trinity College       | 1851      | 1904    | Federat                             | Arts i ciències/teología | Anglicana                         | Lloc web                                       |
| Victoria College      | 1836      | 1892    | Federat                             | Arts i ciències          | No confessional                   | Lloc web                                       |
| University College    | 1853      |         | Integrat                            | Arts i ciències          | No confessional                   | Lloc web Arxivat 2014-07-14 a Wayback Machine. |
| Woodsworth College    | 1974      |         | Integrat                            | Arts i ciències          | No confessional                   | Lloc web                                       |
| Wycliffe College      | 1877      |         | Integrat                            | Teologia                 | Anglicana                         | Lloc web                                       |

## Facultats
La Universitat també està dividida en una sèrie de facultats. Aquestes facultats estan directament administrades per la universitat amb graus variables d'autonomia. Algunes són d'estudis intermedis, però moltes només estan obertes a estudiants graduats, tot i que aquestes sovint col·laboren amb la Facultat d'Arts i Ciències per oferir programes intermedis.
Les facultats són:
- Facultat de Ciències Aplicades i Enginyeria.
- Facultat d'Arquitectura, paisatgística i Disseny.
- Facultat d'Arts i Ciències.
- Facultat d'Odontologia.
- Facultat de Silvicultura.
- Escola d'Estudis Graduats.
- Facultat d'Estudis d'Informació.
- Facultat de Dret.
- Facultat de Medicina.
- Facultat de Música.
- Facultat de Puericultura.
- Institut d'Ontario per a Estudis de l'Educació.
- Facultat de Farmàcia.
- Facultat d'Educació Física.
- Escola d'Administració Rotman.

## Altres divisions

### Centres i instituts
- Institut Canadencs d'Astrofísica Teòrica.
- Institut Fields per a Investigació en Ciències Matemàtiques.
- Institut Pontifici d'Estudis Medievals.
- Centre Trudeau per a l'estudi de la Pau i els Conflictes.
- Institut per a Estudis Aerospacials.
- Centre Teològic Mennonita de Toronto.

### Hospitals de formació afiliats
- Xarxa Universitària de Salut.
  - Hospital Princesa Margarita.
  - Hospital General de Toronto.
  - Hospital de l'Oest de Toronto.
- Centre Baycrest per a cures gerontològics. Arxivat 2011-07-31 a Wayback Machine.
- Centre per a Nens Bloorview MacMillan Arxivat 2007-02-01 a Wayback Machine.
- Centre per Addiccions i Salut Mental.
- Hospital de Nens Malalts.
- Hospital General de North York.
- Hospital Mount Sinai.
- Hospital St Michael's
- Centre de ciències de la salut Sunnybrook i col·legi femení. Arxivat 2016-02-03 a Wayback Machine.
- Institut de Rehabilitació de Toronto. Arxivat 2008-12-25 a Wayback Machine.

### Altres unitats afiliades
- Biblioteca Robarts.
- Escola d'Estudis Continuats.
- Impremta de la Universitat de Toronto.
- Escoles de la Universitat de Toronto.

## Institucions anteriorment afiliades
- Universitat de Guelph.
- Reial Conservatori de Música de Toronto.
- Glendon College de la Universitat de York
- Col·legi Rochdale.
- Col·legi Escola St Michael.